# Elin Rubensson
Elin Ingrid Johanna Rubensson (Ystad, 11 maggio 1993) è una calciatrice svedese, centrocampista dell'Häcken e della nazionale svedese.

## Carriera

### Club
Elin Rubensson si appassiona al calcio fin dalla giovane età, decidendo di tesserarsi con il Marieholms IS, società polisportiva con sede nell'omonima località del comune di Eslöv, nella contea di Scania, per poi spostarsi nella vicina Stehag tesserandosi per la polisportiva Stehags IF e giocando come attaccante con la loro formazione di calcio dal 2008 al 2009.
Nel 2010 coglie l'occasione offertale dal Lait de Beauté Football Club Malmö per giocare in Damallsvenskan, il livello di vertice del campionato svedese di categoria, dalla stagione entrante. Con la maglia del LdB FC Malmö continua ad essere impiegata nel reparto offensivo fino al maggio 2013, quando le viene assegnato il ruolo di terzino sinistro, e in seguito quello di centrocampista che continuerà a mantenere per il futuro. Gioca con il LdB FC Malmö fino al termine della stagione 2013 rimanendo a Malmö con la nuova realtà societaria, l'FC Rosengård, per un'altra stagione; con le due squadre vince quattro titoli nazionali, nel 2010, 2011 e 2013 come LdB FC Malmö e nel 2014 come FC Rosengård, e due Supercupen, come LdB FC Malmö, nel 2011 e 2012, congedandosi con un tabellino personale di 13 reti su 87 incontri in campionato.
Nel dicembre 2014 decide di sottoscrivere un contratto biennale con il Kopparbergs/Göteborg.
Dopo 71 presenze, nel 2021 è tra le calciatrici che seguono la squadra assorbita dalla sezione femminile dell'Häcken.
Nel 2024 ha giocato con lo Houston Dash, partecipante alla NWSL, la principale lega professionistica statunitense. A fine stagione ha rescisso il contratto di mutuo accordo con la società texana, annunciando pochi giorni dopo il ritorno all'Häcken.

### Nazionale
Rubensson viene chiamata dalla Federazione calcistica della Svezia (SvFF) per vestire le maglie delle nazionali giovanili fin dal 2008, dove con la formazione Under-17 fa il suo debutto in una competizione ufficiale UEFA il 15 ottobre 2008, nella partita valida per il primo turno di qualificazione all'europeo Under-17 2009, dove la Svezia si impone con un pesante 16-0 sulle avversarie dell'Armenia.
Dal 2010, all'Under-19, squadra con la quale si laurea campione d'Europa in Turchia nel 2012 battendo in finale le avversarie della Spagna. Superati i limiti di età continua a essere inserita in rosa nella Under-23.
Grazie alle prestazioni offerte, nel 2012 viene convocata con la nazionale maggiore, inserita in rosa dalla selezionatrice Pia Sundhage nella formazione impegnata nelle qualificazioni al Mondiale di Canada 2015. Inserita nel gruppo 4 la Svezia si colloca al primo posto del girone garantendosi l'accesso alla fase finale. Rubensson viene inserita nella formazione finale delle 23 convocate annunciata dalla federazione svedese l'11 maggio 2015. In quell'occasione gioca tutte le quattro partite disputate, condividendo con le compagne il superamento della fase a gironi e l'eliminazione agli ottavi di finale da parte delle avversarie della Germania.
Nel 2016 viene nuovamente convocata per rappresentare la Svezia nel torneo di calcio femminile ai Giochi della XXXI Olimpiade di Rio 2016. Inserita nel gruppo E, durante il torneo viene impiegata nella partita del 3 agosto, dove la Svezia supera il Sudafrica per 1-0, condividendo con le compagne il superamento della fase a gironi, il successo ai quarti di finale sui campioni mondiali degli Stati Uniti d'America e quello in semifinale sul Brasile, risolto ai calci di rigore dopo che i tempi regolamentari erano terminati sullo 0-0. Giunti in finale non sono riuscite a battere le avversarie della Germania perdendo l'incontro per 2-0 ma conquistando comunque la prima medaglia d'argento olimpica del calcio femminile svedese.

## Palmarès

### Club
- Campionato svedese: 5

LdB Malmö: 2010, 2011, 2013
Rosengård: 2014
Kopparbergs/Göteborg: 2020
- Coppa di Svezia: 1

Häcken: 2020-2021
- Supercoppa svedese: 2

LdB Malmö: 2011, 2012

### Nazionale
- Argento olimpico: 1

Rio de Janeiro 2016
- Algarve Cup: 1

2018 (condiviso con i Paesi Bassi)
- Campionato d'Europa under 19: 1

Turchia 2012

### Individuale
- UEFA Golden Player: 1

Campionato europeo femminile under 19 di calcio 2012